# ASヴィタ・クルブ
アソシアション・スポルティヴ・ヴィタ・クルブ（Association Sportive Vita Club）は、コンゴ民主共和国の首都キンシャサを本拠地とするサッカークラブ。ASヴィータ・クラブ、AS V.クラブ、ヴィタ・クラブと呼ばれることがある。

## 歴史
ASヴィタ・クルブは、1935年にオノレ・エサブ（Honoré Essabe）によってキンシャサ・ウソケ通り73番地 (rue Usoke n° 73)で、ルネサンス（Renaissance）いう名前で結成された。
1939年に ディアブル・ルージュ （Diables Rouges、直訳:赤い悪魔）に、1942年にヴィクトリア・クルブ(Victoria Club)、1971年にヴィタ・クルブ(Vita Club)に改名した。1976年12月17日、サッカー以外のスポーツ部門であるバスケットボールやバレーボール部門などを設立し、現在の名称となった。

## 獲得したタイトル
ASヴィタ・クルブはコンゴ民主共和国の内外問わず、さまざまなタイトルを獲得している。そのため、同国のみならずアフリカでも成功を収めているクラブの1つである。

### 地域タイトル
- キンシャサ地区リーグ:6回
  - 1957, 2001, 2002, 2004, 2005, 2009
- シュペル・クープ・ドゥ・キンシャサ:3回
  - 2002, 2005, 2006

### 全国タイトル
- リーグ:15回
  - 1970, 1971, 1972, 1973, 1975, 1977, 1980, 1988, 1993, 1997, 2003, 2010, 2015, 2018, 2021
- カップ（フランス語版）:9回
  - 1971, 1972, 1973, 1975, 1977, 1981, 1982, 1983, 2001
- シャランジュ・パパ・カララ:2回
  - 1982, 1983

### 国際タイトル
- アフリカチャンピオンズカップ:1回
  - 1973
- ボーダコム・チャレンジ:1回
  - 2004

## CAF主催大会における成績
- アフリカチャンピオンズカップ / CAFチャンピオンズリーグ: 14回

過去、アフリカチャンピオンズカップに8回、CAFチャンピオンズリーグに6回出場。
| 1971 - 2回戦敗退 1973 - 優勝 1974 - 2回戦敗退 1975 - 2回戦敗退 1978 - 準決勝敗退 | 1981 - 準優勝 1989 - 2回戦敗退 1995 - 1回戦敗退 1998 - 1回戦敗退 2004 - 2回戦敗退 | 2011 - 1回戦敗退 2012 - 1回戦敗退 2013 - 1回戦敗退 2014 - グループステージ進出 |

- CAFコンフェデレーションカップ: 3回

2008 - ラウンド16・1回戦敗退
2009 - グループステージ敗退
2010 - ラウンド16・1回戦敗退
- CAFカップ: 2回

1996 - 準決勝敗退
1999 - 2回戦敗退
- アフリカンカップウィナーズカップ: 6回

| 1976 - 準決勝敗退 1979 - 準々決勝敗退 | 1982 - 準々決勝敗退 1983 - 準々決勝敗退 | 1984 - 2回戦敗退 2002 - 準々決勝敗退 |

## 歴代所属選手
GK
- パスカル・ルコキ (2004 - 2005)

DF
- エルヴェ・エンゼロ＝レンビ (1991 - 1992)
- シリル・ムビアラ・キタンバラ (2000 - 2003)

MF
- マフー・キボンゲ (1965 - 1980)
- ゾラ・マトゥモナ (2001 - 2003, 2004 - 2006)
- ベルックス・ブカサ・カソンゴ (2001 - 2002, 2003)
- ムトゥンジ・ムコントフォ (2016 - )

FW
- ブライス・エムベレ (2003 - 2004)
- パピ・キモト (1997 - 1999)
- マヤンガ・マク (1967 - 1982)
- ムランバ・エンダイェ (1973 - 1984)
- ジャン・ケンボ・ウバ・ケンボ (1965 - 1985)
- フィルミン・エンドンベ・ムベレ (2013-2015)